# Управління доходами бюджету
Управлі́ння дохо́дами бюдже́ту — це сукупність форм і методів організації системи доходів бюджету і формування бюджетних ресурсів з метою забезпечення своєчасності і повноти надходжень до бюджету. Сама ж система доходів — є не лише сукупністю певних видів доходів, а й різноманітною гамою відносин між державою та платниками в процесі реалізації яких відбувається формування бюджетних надходжень. Сибірянська Ю. В.

## Управління доходами бюджету як галузь управління
Управління доходами бюджету є досить вузькою галуззю, для якої притаманний такий взаємозв'язок: управління доходами бюджету → управління державними доходами → управління державними фінансами → державне управління→ управління.

## Функції управління доходами бюджету
Сибірянська Ю. В. виділяє такі функції управління доходами бюджету, що виділяються відповідно до етапів управління доходами бюджету:
- планування (прогнозування). Під час виконання функції планування розробляються конкретні плани управління доходами бюджету, оскільки за їх, по-перше, управління може бути неефективним і суперечливим управління, а по-друге, не можна буде визначити його результати управління за відсутності базових і планових показників, визначити рівень виконання планових і прогнозних показників доходів бюджету. Основою для побудови планів є прогнозування, яке дає уявлення про цілі, які бажають досягнути через певний проміжок часу, тенденції розвитку, дозволяє визначити ефективність досягнення цілей та усунути неточності і недоліки в управлінні ще на попередньому етапі.

- організації. При розгляді функції організації та координації слід звернути увагу, що варто розрізняти поняття організації менеджменту та функцію організації та координації. Організація менеджменту передбачає розробку та вдосконалення структури органів управління (керуючої підсистеми), визначення їх повноважень, рівня відповідальності за прийняті (або ж неприйняті) рішення у бюджетній сфері. Організація менеджменту передбачає також координацію, тобто взаємодію та взаємоузгодженість дій різних суб'єктів управління, що сприяє усуненню дублювання ними одних і тих же функцій на всіх етапах.

Функцію організації можна розглядати у двох аспектах. З одного боку, як організацію системи доходів бюджету, упорядкування всіх його елементів у єдину систему. З іншого боку, ця функція означає організацію діяльності платників, а координація забезпечує взаємоузгодженість їх діяльності з цілями і потребами держави.
- мотивації Функція мотивації в певній мірі є результатом узгодженої та ефективної дії всіх інших функцій управління доходами. Наслідком вдалого виконання функції мотивації є своєчасне та повне виконання платниками зобов'язань перед бюджетом на добровільній основі, мінімізація ризиків мобілізації доходів, зниження розміру податкової заборгованості та ухилення. Стимулювання такої відповідальної та позитивної для держави поведінки платників здійснюється на основі морального переконання, встановлення певних морально-етичних принципів, виховання суспільної свідомості, відповідальності у теперішніх і майбутніх платників. Ключовим же в цьому процесі, на нашу думку, є дієвість та ефективність видаткової політики держави. Лише усвідомлення справедливості та дієвості видаткової політики уряду сприятиме формуванню відповідальності платників щодо виконання обов'язку перед бюджетом та державою. Можливе використання певних преференцій для пріоритетних галузей, для малозабезпечених громадян, надання податкових пільг, відстрочок, але всі ці преференції мають бути науково обґрунтованими по кожному окремому пункту і мають надаватись на основі принципу справедливості і рівності всіх перед законом.

- контролю. Ця функція має бути представлена на всіх рівнях управління і від її дієвості залежить ефективність виконання всіх інших функцій управління. Метою функції контролю є: виявлення слабких місць і помилок у процесі управління, своєчасне їх виправлення і недопущення повторення; забезпечення відповідності між поставленими планами і фактичними діями.